# Риашу-дус-Кавалус
Риашу-дус-Кавалус (порт. Riacho dos Cavalos) — муниципалитет в Бразилии, входит в штат Параиба. Составная часть мезорегиона Сертан штата Параиба. Входит в экономико-статистический микрорегион Католе-ду-Роша. Население составляет 7031 человек на 2006 год. Занимает площадь 264,027 км². Плотность населения — 26,6 чел./км².
Праздник города — 28 декабря. 

## История
Город основан в 1961 году.

## Статистика
- Валовой внутренний продукт на 2003 год составляет 13 882 848,00 реалов (данные: Бразильский институт географии и статистики).
- Валовой внутренний продукт на душу населения на 2003 год составляет 1849,81 реалов (данные: Бразильский институт географии и статистики).
- Индекс развития человеческого потенциала на 2000 год составляет 0,583 (данные: Программа развития ООН).